# سان ريموند (كيبك)
سان ريموند، كيبك (بالإنجليزية: Saint-Raymond) هي مدينة كندية تقع في مقاطعة كيبك. تبلغ مساحة هذه المدينة 670.5461 (كم²)، ويبلغ عدد سكانها 9273 نسمة حسب إحصاء سنة 2006 م، بينما كان يسكنها 8836 نسمة في سنة 2001 م. تحتل هذه المدينة المرتبة رقم 412 بين مدن كندا حسب عدد السكان والمرتبة رقم 101 في المقاطعة. النمو سكاني في هذه المدينة يقدر بـ(4.9).

## وصلات خارجية
- الأطلس الحكومي لكندا
- إحصاءات كندا مع ساعة تعداد السكان نسخة محفوظة 23 مارس 2008 على موقع واي باك مشين.